# De Triomf
De Triomf was een Nederlandse prijs die in de periode 2002-2010 eens in de twee jaar werd uitgereikt aan een persoon of organisatie als blijk van waardering voor de bijdrage aan empowerment, het omzetten van de kracht en de kwaliteiten van zwarte, migranten- en vluchtelingenvrouwen in het verkrijgen van invloed, zeggenschap en macht.
Aan de prijs was zowel een kunstwerk als een geldbedrag verbonden.
De prijs werd begin 2001 ingesteld door minister Roger van Boxtel (D66), indertijd minister van integratiebeleid. Aanvankelijk was de prijs genoemd naar de voormalige politica Tara Singh Varma. Van Boxtel besloot echter om de naam te wijzigen nadat in de zomer van 2001 vast was komen te staan dat Singh Varma maandenlang had voorgewend ongeneeslijk ziek te zijn. 
Omdat de financiering van de prijs wegviel, is deze na 2010 niet meer uitgereikt.

## Winnaars
- 2002 - Cisca Pattipilohy
- 2004 - Funda Müjde
- 2006 - Özden Kutluer
- 2008 - Halleh Ghorashi
- 2010 - Maritza Russel

Aletta Jacobsprijs · Aletta van Nu Prijs · Anna Bijns Prijs · Colombina · Corrie Hermannprijs · Courbois-parel · Els Borst Netwerk Inspiratieprijs · Femme van het Jaar · Harriët Freezerring · Helena Rubinsteinprijs · Hilda van Suylenburg prijs · Johanna W.A. Naberprijs · Joke Smit-prijs · Kartiniprijs · Liesbeth van Dorsser Keusprijs · Liese Prokop-vrouwenprijs · Maria Tesselschadeprijs · Marie-Popelinprijs · Opzij Literatuurprijs · Opzij Top 100 -  Pieternel Rolprijs · Theo d'Or · Theo Mann-Bouwmeesterring · Theodora Niemeijer Prijs · Topvrouw van het jaar - De Triomf · Victorine Heftingprijs · Vrouw in de Media Award · Wilhelmina Druckerprijs · Women's Prize for Fiction · Zakenvrouw van het jaar · Zonta Award